# ...E le stelle stanno a cantare
...E le stelle stanno a cantare è un album di canzoni su 33 giri pubblicato nel 1986 dalla CGD. Contiene brani natalizi per lo più inediti e cantati da artisti italiani ben noti all'epoca.

## Tracce

### Lato A
1. Pooh - Forse Natale (D'Orazio - Battaglia) - 4:19
2. Gianni Togni - La luce delle stelle (Morra - Togni) - 3:49
3. Lena Biolcati - Quando nel cuore è Natale (D'Orazio - Biolcati) - 3:45
4. Enrico Ruggeri - Piccola lettera di Natale (Ruggeri) - 5:45
5. Claudio Baglioni - Notte di Natale (Baglioni) - 2:56

### Lato B
1. Gianni Morandi - Il mondo cambierà (Migliacci - Cioni - Romitelli) - 4:24
2. Eros Ramazzotti - Con gli occhi di un bambino (Ramazzotti - Cogliati - Rossano) - 4:17
3. Red Canzian - Rosso Natale (D'Orazio - Canzian) - 4:11
4. Raffaella Carrà - Buon Natale (Valsiglio - Daiano) - 4:39
5. Coro - Come vorrei un mondo che cantasse insieme a me (Backer - Davis - Cook - Minellono) - 3:32